# Magnapax
 (décembre 2019).
Le Magnapax est un système de projection cinématographique créé vers 1920 aux États-Unis, composé d'un écran de 600 mètres carrés monté sur une structure métallique d'environ 40 tonnes. La grande taille du Magnapax permettait de projeter horizontalement une pellicule de 70 mm à 16 perforations par image, fabriquée en matériaux ininflammables et donc sécurisée en cas d'incendie. La grande dimension du Magnapax créait une sensation enveloppante chez le spectateur.
La projection la plus connue réalisée à l'époque avec le système Magnapax date de 1927 aux États-Unis par la Paramount avec la projection du film Wings sur un écran quatre fois plus grand que les écrans habituels.
L'utilisation du Magnapax fut abandonnée, tout comme l'utilisation d'autres systèmes tels que la Grandeur de la Fox Broadcasting Company et le Reallife à cause notamment d'un manque de ressources économiques entraîné par la Grande Dépression et de la complexité d'utilisation de ces mécanismes.

## Le Magnapax en Europe
Le Magnapax s'est surtout fait connaître en Espagne où il débarque en 1994 au Kursaal de Cerdanyola del Vallès en 1994, qui comptera avec les plus grands écrans du pays jusqu'à l'arrivée du cinéma Imax du Port Vell de Barcelone . Lors de la 37e édition du Festival du cinéma de Saint-Sébastien de 1998, la structure est montée au vélodrome d'Anoeta d'une capacité d'accueil de 1.100 personnes. 40 millions de pesetas sur les 300 millions du budget du festival (environ 13,3 %) ont été investis dans la location de la structure. Magnapax a présenté, entre autres, des documentaires montrant les chutes du Niagara et le Grand Canyon du Colorado.
En 1994 le journal Els 4 cantons de Sant Cugat (Barcelone, Espagne) annonçait avec le mot « Magnapax » la programmation du cinéma de Cerdanyola qui projetait alors les films Le Grand Canyon et Niagara, les mêmes que ceux projetés au Festival de cinéma de Saint-Sébastien en 1998.